# Fiesta (opera)

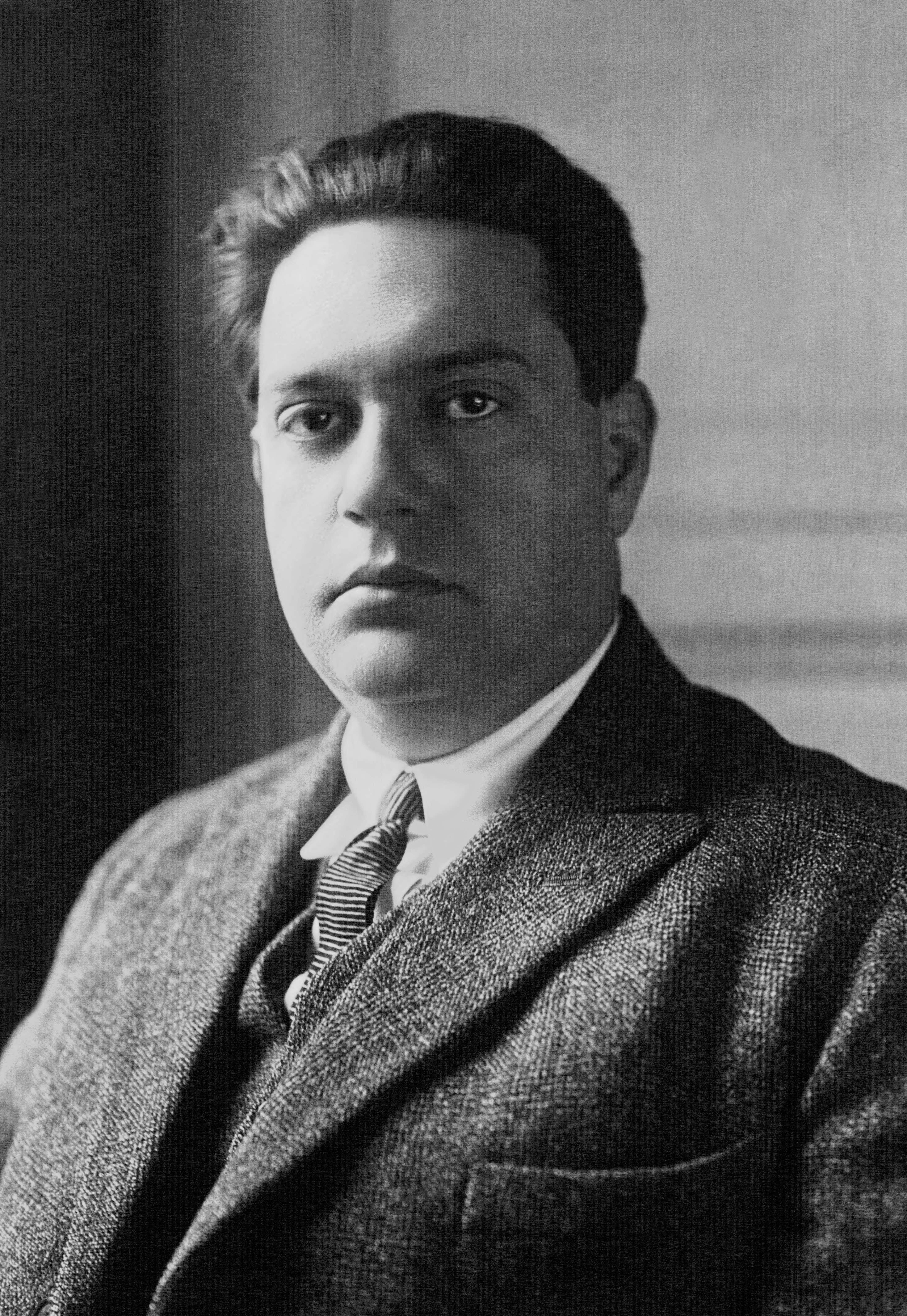
Darius Milhaud

Fiesta är en opera i en akt med libretto av Boris Vian från 1958. Projektet var ursprungligen tänkt som en balett för Jean Babilée men texten med titeln La Fête gav upphov till ett operalibretto vars musik komponerades av Darius Milhaud.

## Uppförandehistorik
Operan hade premiär på Deutsche Oper Berlin i Berlin den 3 oktober 1958 med nypremiär i Nice (Opéra de Nice) den 7 april 1972. En specialföreställning ägde rum den 3 april 1965 i Strasbourg (Opéra de Strasbourg) för att fira Darius Milhauds åttioårsdag.

## Handling
Två vänner (Alonzo och Pedro) latar sig på stranden och dricker sprit. Ett barn varnar dem för att en person håller på att drunkna i fjärran och att byn måste varnas. Han får en örfil för att ha väckt de två vännerna. Men en fiskare från byn tar med sig två bybor i en båt. Hela byn samlas på stranden, redo att välkomna de återkommande. Mannen är vid liv, vilket sprider glädje. Byns invånare börjar dansa. En flicka som bär sin älskares gitarr anländer. Hon börjar också dansa, liksom den räddade som kvicknat till liv av den allmänna glädjen. Plötsligt står gitarristen framför mannen och de slåss. Bedrövad försvinner gitarristen. Flickan dansar med mannen som kysser henne. Samtidigt återvänder gitarristen och hugger ner mannen. Folket flyr i skräck, musiken stannar och de två vännerna från början kastar kroppen av den bortkastade i havet..